# Hans Huyssen
Hans Huyssen (* 11. Februar 1964 in Pretoria, Südafrika) ist ein südafrikanisch-deutscher Komponist, Dirigent und Cellist. Sein kompositorisches Gesamtwerk von über 50 Werken schließt die afrikanische Oper Masque ein.

## Leben
Seine Studien begann er am Konservatorium der Universität Stellenbosch. Ende der 1980er Jahre wurde er Schüler von Gerhard Wimberger an der Musik-Universität Mozarteum in Salzburg. In 1995 vertiefte er seine Kompositionsausbildung durch eine Meisterklasse in Komposition bei Hans-Jürgen von Bose an der Staatlichen Hochschule für Musik und Theater München und in 2015 erhielt er ein PhD in Komposition von der Universität von Stellenbosch, Südafrika. Er belegte außerdem Kurse bei Luciano Berio und George Crumb.
Gleichzeitig wirkt er als Barockcellist in zahlreichen Ensembles für Alte Musik (u. a. Wiener Akademie, Monteverdi Orchester München, Concilium Musicum Wien, Sol Sol La Sol Salzburg, Musica Poetica Freiburg, Ensemble Refugium, Marini Consort Innsbruck, Furor Musicus Amsterdam, Camerata Tinta Barocca Kapstadt) und als 1. Cellist des Österreichischen Ensembles für Neue Musik (ÖENM) und des KwaZulu-Natal Philharmonic Orchestra.
Bisher erhielt er Aufträge u. a. vom Münchener Kammerorchester, der Siemens Kulturstiftung, der Stiftung Pro Helvetia und der Deutschen Welle.

### Lehrtätigkeit
seit 2018: Leiter des Gisela Lange Musikzentrums der Deutschen Internationalen Schule, Kapstadt
2014–2016: Adjunct Senior Lecturer in Musikgeschichte, historische Aufführungspraxis, South African College of Music, University of Cape Town (UCT)
2005–2012: Senior Lecturer für Historische Aufführungspraxis an der University of the Free State in Bloemfontein.

## Musik

### Komposition
Huyssen vertritt in seinen Kompositionen ein soziales Selbstbewusstsein, gefördert durch eine tiefe Verbindung zwischen Vergangenheit und Gegenwart und einem Drang, Verbindungen zwischen Kulturen zu entwickeln. Seine Werke schließen eine Oper, Chormusik, Kantaten, Orchestermusik, Konzerte, Kammermusik, als auch ein Hörspiel ein.

### Musikförderung
- Gründung und musikalische Leitung des Cape Consort, Cape Town, eines der wenigen Spezialensembles für historische Aufführungspraxis in Südafrika.
- Mitgründer und musikalischer Leiter des Ensembles für Alte und Neue Musik così facciamoin München.

### Akademische Beiträge
Seine akademischen Beiträge befassen sich mit dem Einfluss von Musik auf Humanismus in einer modernen, multikulturellen Gemeinschaft, der Komplexität und Reflexionen über  Beiträge zur Erhaltung von historischer Musik und historischer Instrumente.

## Werke
Neue Musik und Historische Aufführungspraxis sowie die traditionelle Musik Südafrikas verortet er individuell in seinen Kompositionen.
Musiktheater
- MASQUE, eine afrikanische Oper, Libretto von Ilija Trojanow (2003/05)[9][10]

Orchestermusik
- Orchestral Ostinati, 3 Ostinatosätze für Laienorchester (2022)
- Ciacona & Tshikona (2007).[11]
- Proteus Variationen für großes Orchester (2006), im Auftrag von Deutsche Welle.[12]
- Audite Africam!, afrikanische Suite für Streicher (1997)
- Vier Britting Lieder für Bariton und Orchester (1995)
- Lassus Fantasie (1995)

Konzerte
- Concerto for an African Cellist (2012/13)
- Konzert für Harfe und Streicher (1997) im Auftrag von Fredener Musiktage.[13]

Kammermusik
- Floral Miniatures, Gesangszyklus über 5 Haikus für Sopran & Vc (2021)[14]
- Nonett für historische, klassische instrument (2018)
- Was brauchst du?, mehrsprachige Vertonung eines Mayröcker Textes für S, S, A, T, B & Vc (2015)
- EisTau Trio für Vn/Va, Sax, Vc (2011)
- Kudzumira (in the spirit of mbira...) für Cello und Cembalo (2009)
- Southern Nocturnal für Solo-Gitarre (2003)
- I fistula nomine ricordi für verschiedene Blockflöten und Barockcello (1999)
- Responsorium für Solo-Violine und afrikanische Vogelrufe (1996)
- Ugubhu (rising and falling…and rising) (1996), beauftragt von SAMRO (South African Music Rights Organization).[15]
- Little Portrait of the World für Bläserquintett und Erzählung (1993)[16]

Vokalmusik
- Geistliche Chormusik I zwölf Stücke für drei- bis sechsstimmigen gemischten Chor a cappella (Strube, 2023)
- Weggewerp für gemischten Chor (2019–2020)[17]
- Meguru – trad. Oshivango für Chor (SATB) und Orchester, (2020)
- Mein guten Werk, die galten nicht, Lent Cantata for S, A, T, B, 5-part mixed choir, Baroque orchestra [2 recorders, traverso, 2 oboes, trumpet, strings, bc] (2017)
- Was mir Madosini erzählt hat, musikalische Szene über Lieder und Erzählungen der Latozi Mpahleni für Uhadi, Umrhubhe, Isitolotolo, Stimme, Klarinette, Streichquartett und Erzähler (2002)
- Unerläßliches Leid, Passionskantate für Sopran-, Alt-, Tenor- & Basssolo, 5-stimmig gemischten Chor und Barockorchester (1997/98)
- Sommerlieder, Liederzyklus nach Texten von Georg Britting für Bariton, Akkordeon und Violoncello (1994)
- 4 Britting-Lieder (1994/95) für Bariton und Orchester (3.3.3.2 – 4.3.3.1 – Harfe, Klavier, Pauken, Schlagzeug[2] – Streicher: 0.0.1.1.1)

Hörspiel
- EisTau, HörspieI mit lija Trojanow für Sprecher, Saxophon, Geige/Bratsche und Cello, ORF Produktion, erste Sendung: Wien (2014)[18]

## Belege
1. ↑  The Conversation. 29. Januar 2019 (theconversation.com).
2. ↑  Lisa Engelbrecht, Franklin Larey: Challenges of score reduction for piano of a South African opera: Hans Huyssen’s Masque. In: Journal of Musical Arts in Africa. Band 5, Nr. 1, 2008, ISSN 1812-1004, S. 37–71, doi:10.2989/JMAA.2008.5.1.3.786.
3. ↑  https://ctbaroque.co.za/
4. ↑  M.  Viljoen:  African and European voices: speaking ‘in harmony’ as contemporary authenticity In: Journal of the Musical Arts in Africa Volume 5, 2008, 19-36 ().
5. ↑  Huyssen, H., New music for a new humanism. In: de Gruchy, J. ed. 2011 - The Humanist Imperative in South Africa, Stellenbosch SUN Media, 2011, pp. 155-166
6. ↑  Huyssen, H., Music production in the intercultural sphere: challenges and opportunities viewed from a complexity perspective., Acta Academica Supplementum. African and other cultures: traces and processes of mutual translation. Bloemfontein: SUN Media, 2012, pp. 43-71
7. ↑  Huyssen, H., The Songs of Madosini. Musical differences in a composite design., Journal of the Musical Arts in Africa. Routledge, London 2014, Vol 11, Issue 1, pp. 89-97
8. ↑  Huyssen, H., William Selway (Bill) Robson – Tribute to a persevering visionary., Journal of the Musical Arts in Africa. Routledge, London 2013, Vol 10, Issue 1,  pp. 119-121
9. ↑  How South Africans forged a path to make opera truly African, The Conversation, 29 January 2019 ()
10. ↑  Challanges of score reduction for piano of a South African Opera: Hans Huyssen's Masque, Journal of Musical Arts in Africa, Vol 5 (2008) ()
11. ↑  M.  Viljoen:  After universalisms: music as a medium for intercultural translation. In: Acta Academica: African and other cultures: traces and processes of mutual translation. Supplement 1, 2012, S. 189–211 (scholar.ufs.ac.za).
12. ↑  Helgaard Steyn Preis für Komposition 2010 helgaardsteynpryse.co.za.
13. ↑  Fredener Musiektage: Kompositionsaufträge und Uraufführungen (fredener-musiktage.de).
14. ↑  Hans Huyssen, Floral miniatures : for soprano & cello, Penn Libraries, University of Pennsylvania ().
15. ↑  P. Burdukova: The interpretation of Hans Huyssen’s Ugubu: a critical hermeneutic analysis through performative research. Doktorarbeit, North-West University, 2021 (repository.nwu.ac.za PDF, ID:orcid.org/0000-0003-1090-5201).
16. ↑  Martina Viljoen, Nicol Viljoen: Hans Huyssen’s Little Portrait of the World: Allegorical Wind Quintet with Narration. 1993 (litnet.co.za).
17. ↑  VOX Cape Town: New choral music for South Africa: WEGGEWERP (voxcapetown.com).
18. ↑  EisTau, Hörspiel von Hans Huyssen und lija Trojanow, ORF Produktion, erste Sendung: Wien 2014 (https://oe1.orf.at/artikel/393698/EisTau)

| Personendaten    | Personendaten                      |
| ---------------- | ---------------------------------- |
| NAME             | Huyssen, Hans                      |
| KURZBESCHREIBUNG | südafrikanisch-deutscher Komponist |
| GEBURTSDATUM     | 11. Februar 1964                   |
| GEBURTSORT       | Pretoria, Südafrika                |